# Jan Denef

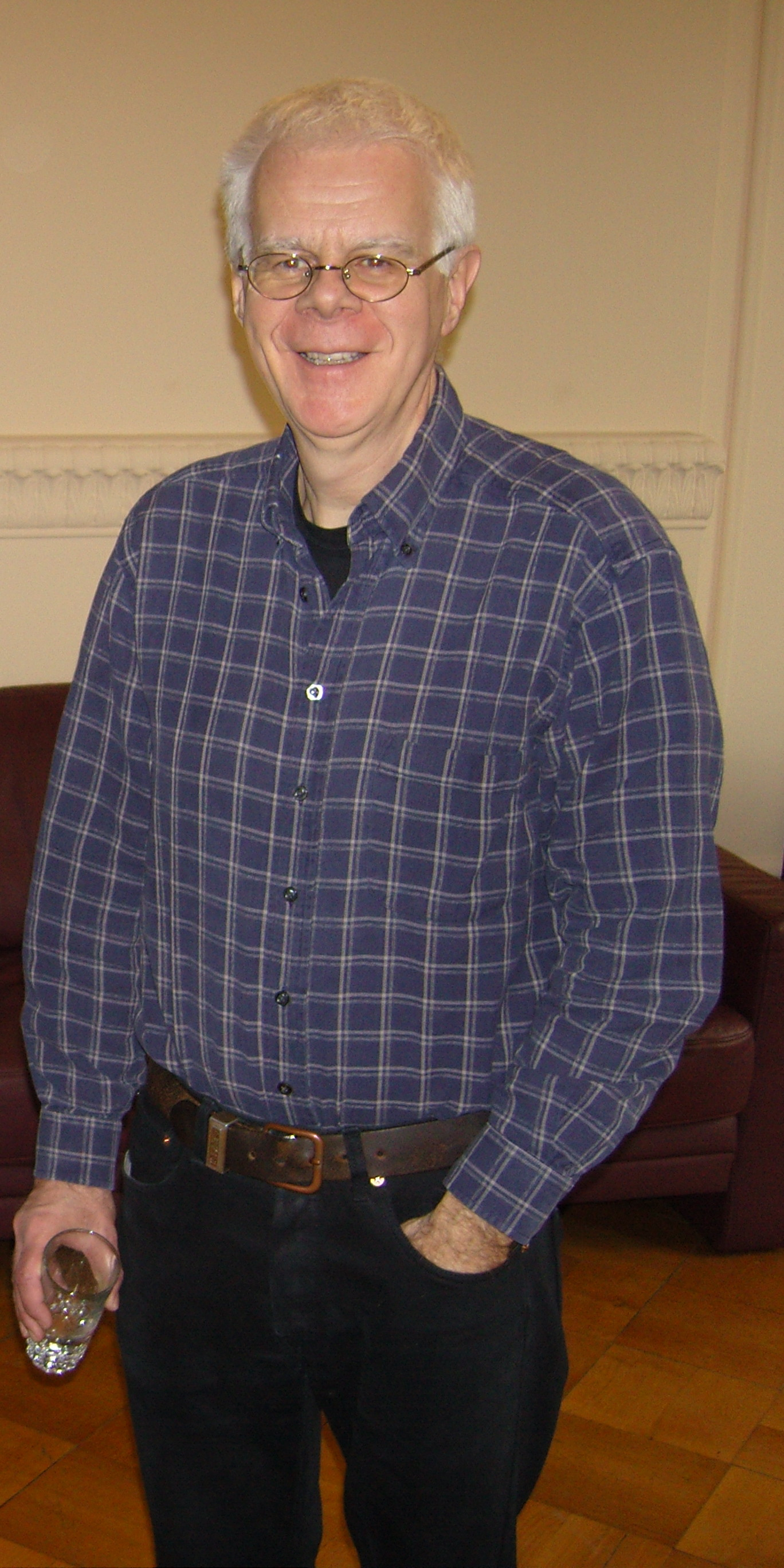
Jan Denef

Jan Denef (4 september 1951) is een Belgisch wiskundige en hoogleraar aan de Katholieke Universiteit Leuven.
Denef doctoreerde te Leuven in 1975 met een thesis over het 10de probleem van Hilbert en was er assistent van Louis Bouckaert en Alfons Borgers.
In 1985 werd hij benoemd tot gewoon hoogleraar. Denef doet onderzoek op het gebied van modeltheorie, getaltheorie en algebraïsche meetkunde. Samen met de Franse wiskundige François Loeser ontwikkelde hij de theorie van de motivische integratie, een tak van de algebraïsche meetkunde. Hij gaf een ander bewijs voor de stelling van Igusa. Hij heeft ook gewerkt aan computationele getaltheorie.
Hij bewees een vermoeden van Jean-Louis Colliot-Thélène die de stelling van Ax-Kochen veralgemeent.
Tot zijn promovendi behoren Julien Sebag en (met François Loeser) Johannes Nicaise.